# عايزة الرد (ألبوم)
عايزة الرد هو ثاني ألبومات المطربة اللبنانية نوال الزغبي، الألبوم مكون من 6 أغنيات وتم إنتاج الالبوم عام 1994 من قبل شركة ميوزك بوكس انترناشونال.

## الأغنيات والكلمات

### عايزة الرد
- تأليف: وليد رزيقة
- تلحين: صلاح الشرنوبي
- توزيع موسيقي: طارق عاكف
- اللهجة: مصرية

| ” | ليه كلّ ميعاد ما بينّا بتغيّر في الكلام و أنا عايزة الردّ حالاً يا القرب يا الخصام ياما طوّلت بالي و سهرت كتير ليالي صعب عليّا أنشغالي و الشكوى و الملام على شان ما أنا حبيتك و في قلبي أنا خبّيتك بتغيب و تلوّع قلبي و تقول إنّي نسيتك ياما طوّلت بالي و سهرت كتير ليالي صعب عليّا أنشغالي و الشكوى و الملام لو تسأل يوم قلبك ح يقول إنيّ بحبّك و ح ييجي اليوم يا عمري و تكفّر عن ذنبك ياما طوّلت بالي و سهرت كتير ليالي صعب عليّا إنشغالي و الشكوى و الملام | “ |

### قلبي هواك
- تأليف: وليد رزيقة
- تلحين: صلاح الشرنوبي
- توزيع موسيقي: طارق عاكف
- اللهجة: مصرية

| ” | أنا قلبي هواك و الباقي عليك لو رقّ هواك ما هو باقي عليك ما هو مش معقول أنا صبري يطول و إنت المشغول بكتير حواليك عدّيلي قيراط أنا عدّي سنين و إن قلبك فات ح أنساك لو مين ما هو مش معقول أنا صبري يطول و إنت المشغول بكتير حواليك حاسب من الشوق يا بو قلب عنيد ده الشوق غدّار و مالوش مواعيد ما هو مش معقول أنا صبري يطول و إنت المشغول بكتير حواليك | “ |

### عصر المعجزات
- تأليف: أحمد درويش
- تلحين: سمير صفير
- توزيع موسيقي: طارق عاكف
- اللهجة: مصرية

| ” | قدرت في يوم و ليلة تغيّر فيّا حاجات كنت في توهة طويلة في بحور المتاهات إزّاي في وقت قصير يحصل ده التّغيير مع إن العصر ده مش عصر المعجزات خدني هواك لمداين ما دخلهاش إنسان شفت قصور و جناين فرحة في كل مكان شفت أنا عالم تاني عمري ما شفته زماني و لاحتّى سمعت عنّه يا حبيبي في الحكايات إزّاي في وقت قصير يحصل ده التّغيير مع إن العصر ده مش عصر المعجزات لوّنت الدنيا ديّه بألف لون و لون خلّيت الفرحة بيّا شويّة عليها الكون و سافرنا يا هوايا على أبعد نجمايا رحنا و جينا و رحنا و لغينا المسافات إزّاي في وقت قصير يحصل ده التّغيير مع إن العصر ده مش عصر المعجزات | “ |

### يا ليل يا بو الأشواق
- تأليف: عبد الله الحريري
- تلحين: سهيل فارس
- توزيع موسيقي: أنطوان الشعك
- اللهجة: مصرية

| ” | يا ليل يا بو الأشواق يا مسهّر العشّاق جاني حبّي اللي غاب يسأل يقول أحباب جاني يقول مشتاق من بعد طول فراق فرحت لمّا شفته و نسيت العذاب ضحكت في عينيّا صورته أنا اللي قلبي ذاب في حبّ فاكراه شاريني أتاريه كان سراب يا ريتني زمان عرفته إنّو بالشكل ده و لا عاش قلبي في حيرته كان ليه كلّ ده كنت لمّا يناديني أوام لبّي نداه | “ |

### ماعرفتش قلبك
- تأليف: عماد صالح
- تلحين: جورج عطية
- توزيع موسيقي: أنطوان الشعك
- اللهجة: مصرية

| ” | ما عرفتش قبلك و لا بعدك ما عرفتش تاني و إزّاي أتحمّل أنا بعدك و إزّاي تنساني قلبي و من تاني راجع يمشي معاك مشواره يا بو أجمل ضحكة و بعشقها وحشاني قلبي اللي مقرّب ليه يتغرّب ليه ترضى في كده ما تحنّ عليّا و شوف عينيّا تعشق بالندا لسّه في قلبي الشوق طاير بيّا لفوق قلبي اللي إتمنّى يعيش الجنّة يعشق يتنسي طب ليه يستنّى و ليه يتمنّى و قلبك ليه قسي لسّه في قلبي الشوق طاير بيّا لفوق | “ |

### تفرق كثير
- تأليف: عايدة الكاتب
- تلحين: جورج عطية
- توزيع موسيقي: أنطوان الشعك
- اللهجة: مصرية

| ” | تفرق كتير لو بتقولّي إنّك ما يوم رح تنسى هواي تفرق كتير يللي تمللي الشوق بيوعدني بلقاك ما تقول بحبّك قوللي خليني جنبك خلي و خذ حنان من قلب يحبّك كتير كلمة أحبّك على بالي سمّعني كده قولها لي عيدها لي تاني و عيد خلّي الغرام يكبر و يزيد في قلب حبّك كتير بحلم ببكرا جديد ويّاك لا دمع فيه و لا أشواق و أملا زمانك بالأفراح و أقول حبيبي تعال إرتاح في حضن قلبي الكبير | “ |